# Sedum pallidum
Sedum pallidum là một loài thực vật có hoa trong họ Crassulaceae. Loài này được M.Bieb. miêu tả khoa học đầu tiên năm 1808.